# سیلندر- هد- سکتور
سیلندر-هد -سکتور همچنین با عنوان CHS شناخته می‌شود. یکی از روش‌های قدیمی برای آدرس دهی فیزیکی به هارد دیسک است.
اگرچه مقادیر CHS ارتباط مستقیمی دیگر با داده‌های ذخیره شده بر روی رسانه‌های ذخیره‌سازی امروزی ندارند. در عوض از CHS مجازی برای آدرس دهی در بسیاری از برنامه‌های سیستمی استفاده می‌شود.

## تعاریف
آدرس دهی CHS فرایندی است که در آن یک سکتور منحصر به فرد شناسایی می‌شود تا موقعیت خود را بر روی یک ترک ثبت کند. در جایی که موقعیت ترک به وسیله هد و سیلندر شناخته شده باشد.